# Kuzowlowo (obwód lipiecki)
Kuzowlowo (ros. Кузовлёво) – wieś (sieło) w Rosji, w obwodzie lipieckim, w rejonie lew-tołstowskim. W 2010 liczyła 280 mieszkańców.